# Pycnophion molokaiensis
Pycnophion molokaiensis är en stekelart som beskrevs av William Harris Ashmead 1900. Pycnophion molokaiensis ingår i släktet Pycnophion och familjen brokparasitsteklar. Inga underarter finns listade i Catalogue of Life.